# Astragalus catacamptus
Astragalus catacamptus är en ärtväxtart som beskrevs av Aleksandr Andrejevitj Bunge. Astragalus catacamptus ingår i släktet vedlar, och familjen ärtväxter. Inga underarter finns listade i Catalogue of Life.